# Külfejtés
A külfejtés (külszíni fejtés) a szilárd ásványi nyersanyagok kitermelésének az a módja, amelyhez a hasznosítani kívánt ásványi nyersanyag feletti, úgynevezett fedőkőzetet teljesen eltávolítják. Külfejtésnek hívják magát az ilyen módszerrel termelő bányát is, illetve annak bányaudvarát (a karriert) is.
A külszíni fejtés jelentősen és hosszú távon átalakítja a természeti környezetet, ezért csak környezeti hatástanulmány alapján engedélyezik, a bányavállalatot pedig kötelezik a leművelt területek valamilyen, előre meghatározott állapotba hozására.

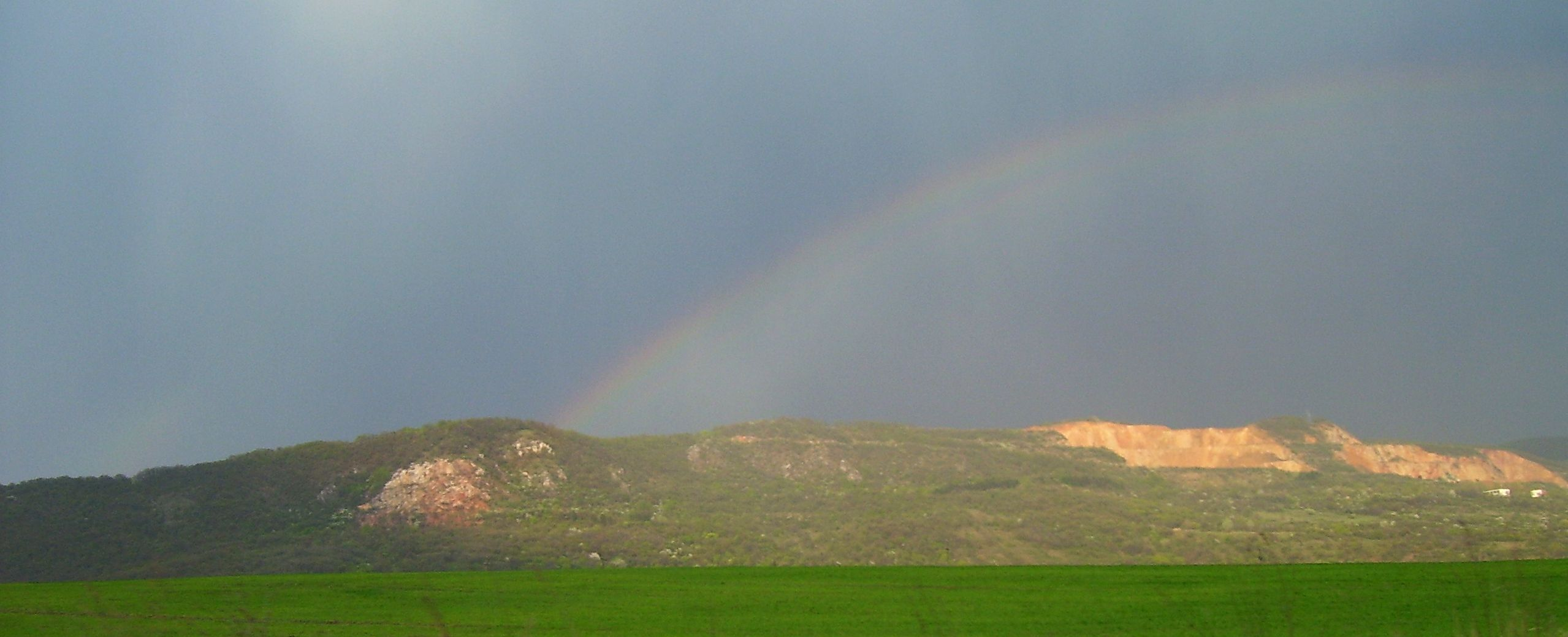
A Naszály déli oldalába vájt külszíni fejtésű mészkőbányák

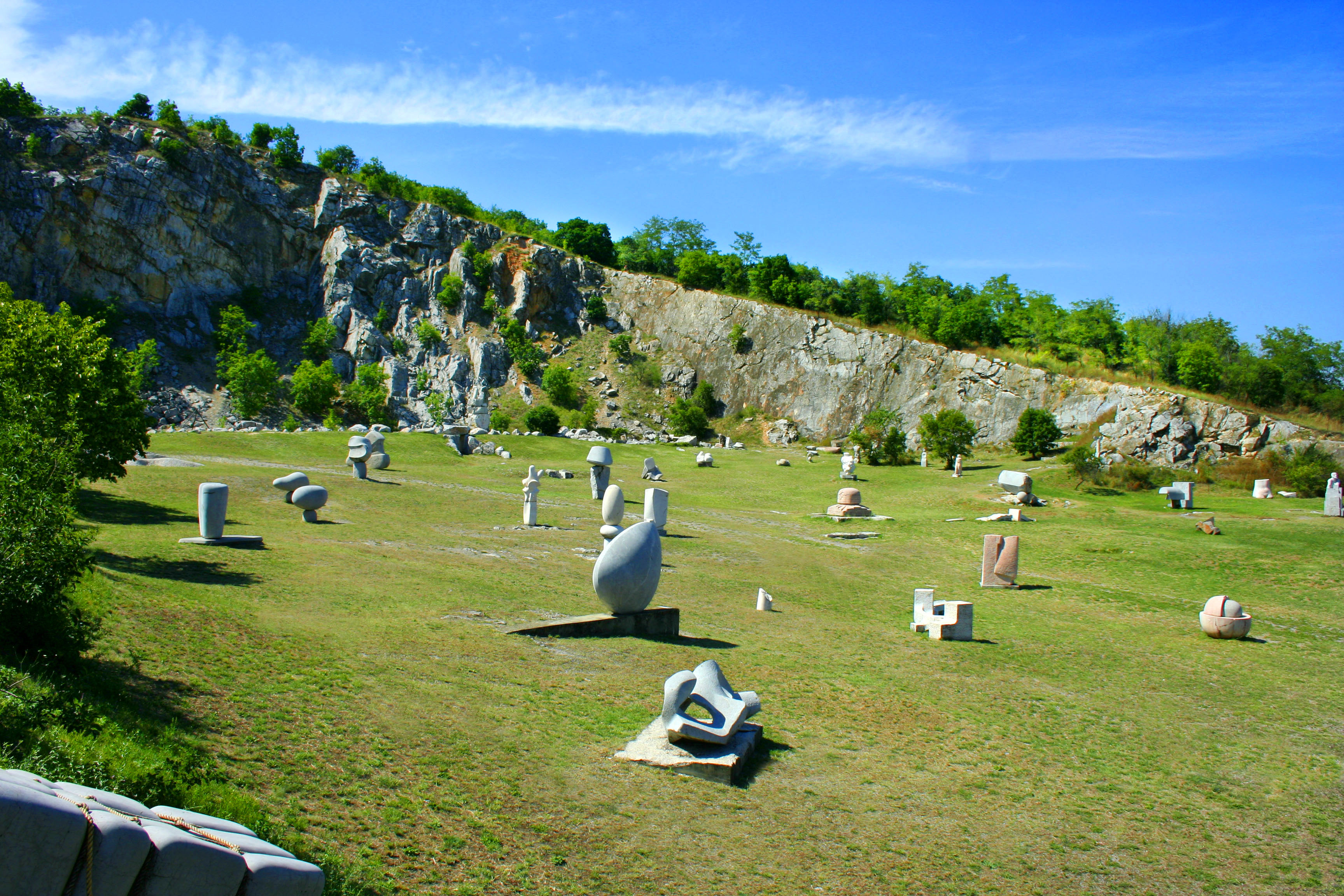
Szoborpark a Szársomlyó egyik felhagyott mészkőbányájában

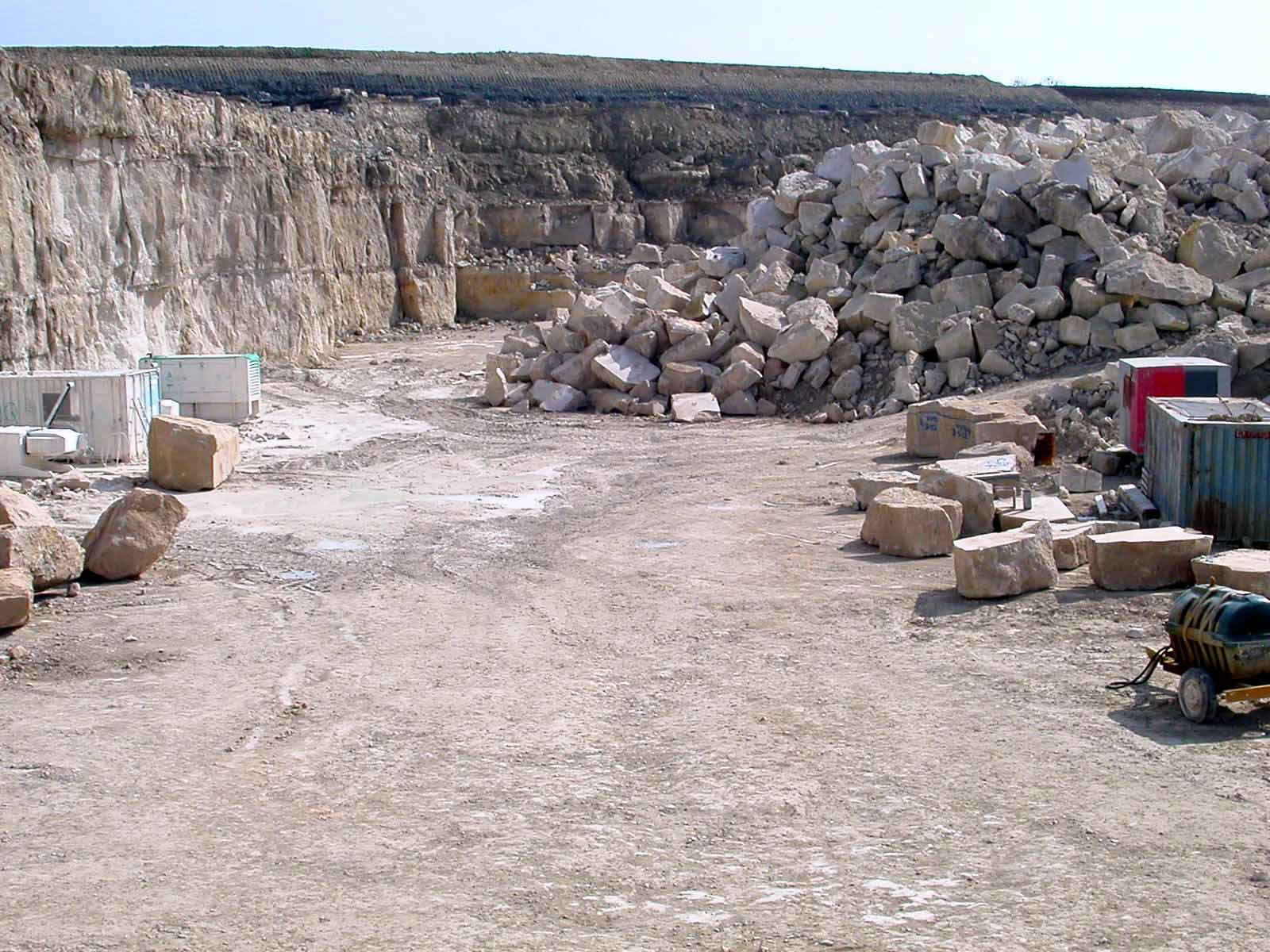
Kőbánya Portland-ben

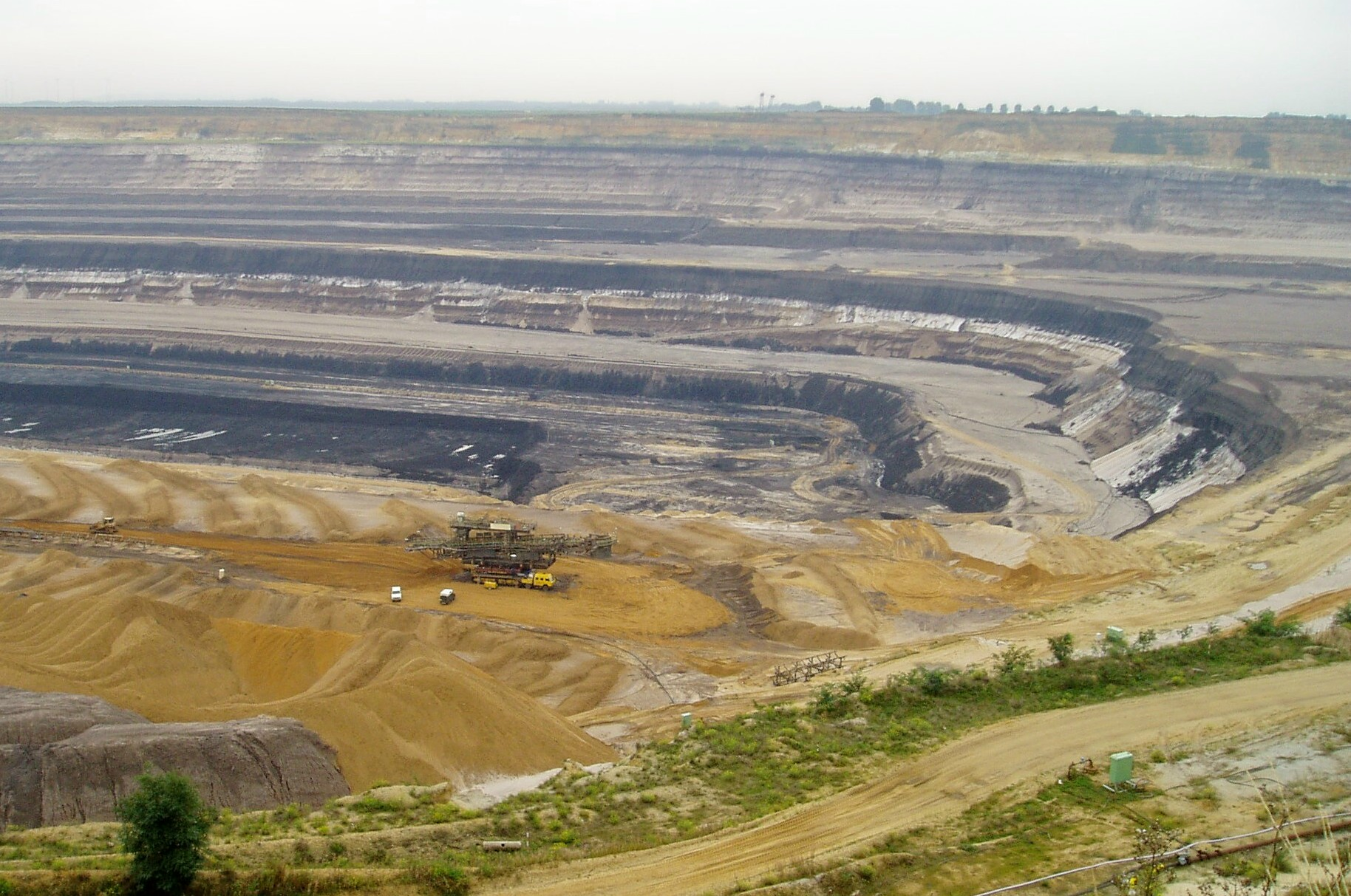
Teraszos lignitfejtés Garzweilernél (Németország)

## Munkafázisai
1. Először a fedőrétegeket takarítják le.
- A homokos, apró szemcsés talajt serleges kotróval, a lerobbantott kemény kőzeteket kanalas kotróval távolítják el. Ha a kőzetet fejteni kell, ahhoz marótárcsás kotrót használnak. A bányaudvart többnyire teraszosan képzik ki, hogy elejét vegyék a fedő csuszamlásának, omlásának.
- Az egyes teraszok (pászták, homlokok) magassága (a leggyakrabban 8–15 m) függ:
  - a kőzet állékonyságától (szilárdságától, tektonizáltságától),
  - az alkalmazott gépek műszaki paramétereitől,
  - a gazdaságossági megfontolásoktól.

2. A haszonanyagot ezután kitermelik, és elszállítják a nyitott munkatérből.
- Laza, illetve puha kőzetek fejtéséhez marótárcsás gépeket használnak, az állékonyabbakat robbantással lazítják fel.
- A kitermelt anyagot szállítószalagon vagy szállító járművekkel sokszor közvetlenül az osztályozó, dúsító, illetve feldolgozó üzemekbe szállítják.

3. A betörő vizet csatornákon vezetik el, az összegyűlő vizet kiszivattyúzzák a zsompokból.
4. Helyreállítják a külszínt (tájrendezés, rekultiváció). A meddőt szállítószalaggal vagy szállító járművekkel viszik a hányókra vagy a már letermelt területre.
Ezeket a műveleteket a legtöbb külfejtésben párhuzamosan, egy időben végzik a bányatelek különböző (gyakran szomszédos) részein.

## Típusai
Két alaptípusa a frontkotrás és blokkfejtés.
Frontkotrású az olyan külfejtés, amelyben a művelés és a fejtés iránya azonos.
Blokkfejtéses (homlokkotrású) az olyan külfejtés, amelyben a fejtés iránya merőleges a művelésére.

## Alkalmazása
Külfejtéssel főleg a kis mélységben és viszonylag vastag telepekben található ásványkincseket művelik. A gazdaságosság egyik alapvető mutatója a letakarítási arány (a letakarított fedőréteg térfogatának és a kitermelt ásványi nyersanyag tömegének hányadosa, m³/t). A haszonanyag települési mélységének növekedésével a letakarítási arány romlik, és a külfejtéseket mélyművelésű bányák váltják fel. A technológia fejlődésének köszönhetően vannak már több száz méter mély külszíni fejtések is.
A külfejtés számára előnyös, ha a fedő üledék laza, földmunkagépekkel letermelhető – ez az úgynevezett nagygépes technológia, aminek lényege, hogy a jövesztést és a rakodást egyetlen lépésben, önjáró marótárcsás vagy vedersoros kotrógépekkel végzik. A kitermelt anyagot többnyire nagy teljesítményű, gumihevederes szállítószalagon vagy vasúton szállítják el.
Az állékonyabb vulkáni, illetve átalakult kőzeteket ehhez először robbantással fel kell lazítani, ami rontja a külszíni fejtés gazdaságosságát. Állékony kőzetekben külfejtéseket többnyire csak olyankor nyitnak, ha a telep geometriája ehhez különösen kedvező – tipikusan ilyenek a kimberlitkürtőkben kialakult gyémántlelőhelyek. Az ilyen külfejtésekben többnyire az úgynevezett kisgépes technológiát alkalmazzák:
- fúrás,
- robbantás,
- rakodás kanalas gépekkel,
- szállítás speciális gépjárművekkel; gyakran mobil törő-, illetve osztályozó gépekhez.

Fentiekből adódóan a külfejtés a tőzeg és lignit, az építő- és díszítőkövek, valamint az építőanyagok bányászatának szinte kizárólagos módja, emellett gyakori a barna-, illetve feketekőszén és a nemfémes ásványok bányászatában. Érctelepek bányászatára is használják, de ebbéli szerepe a felszínhez közeli lelőhelyek fogytán fokozatosan csökken.

## Külfejtések Magyarországon
A nemzetközi tendenciákkal összhangban Magyarországon is kizárólag külfejtésekben termelnek építőanyagokat (kavics, homok, mészkő stb.) és külfejtés valamennyi tőzeg- és lignitbánya (a Mátraalján és a Bükkalján). Külszíni fejtéssel üzemel Alsótelekesen Magyarország egyetlen gipsz- és anhidritbányája, külfejtéssel művelik a Zempléni-hegységben a különféle ásványi nyersanyagokat (zeolit, perlit, bentonit stb.) Részben külfejtés, részben mélyművelésű volt Rudabányán hazánk egyetlen vasércbányája.
A bauxitbányászatban a nyirádi lencsés előfordulások, az iharkúti kútszerű lelőhelyeken, Kincsesbánya és Gánt területén telepes előfordulásokban is alkalmaztak külszíni fejtést.